# Rinus Spruit
Rinus Spruit (Nieuwdorp, 9 juli 1946) is een Nederlands schrijver.

## Levensloop
Spruit werkte lange tijd als verpleger, nadat hij daarmee gestopt was, was hij een tijd lang taxichauffeur. Toen hij 55 jaar oud was, begon hij met schrijven. 
Zijn landelijk debuut De rietdekker, een familiegeschiedenis verscheen in 2009 bij uitgeverij Cossee te Amsterdam. Daarin vertelt een zoon over het harde leven van zijn Zeeuwse vader, als rietdekker in de jaren begin 1900. Het boek werd een groot succes. Ook de Duitse vertaling, Der Strom, der uns trägt, ontving veel lovende recensies.
De theatergroep Zeelandia bracht in het voorjaar van 2011 bracht een toneelbewerking op de planken met Bram Kwekkeboom in de hoofdrol. Het najaar daarop ging het stuk in reprise.
Op donderdagavond 6 juli 2021 vierde Rinus Spruit zijn 75e verjaardag met een literaire bijeenkomst in de boekhandel de Boekenmolen te Meliskerke. Hij las voor uit zijn nieuwe roman De verlossing van Jacob Smallegange, die kort daarop zou uitkomen. Eva Cossee ging met Spruit in gesprek over zijn werk. De verlossing van Jacob Smallegange werd genomineerd voor de Libris Literatuurprijs 2022.

## Prijzen
- Prijs van de Zeeuwse Boekhandel (2013)
- Zeeland Refinery Cultuurprijs (2016)[6]